# Volker Bergen
Volker Bergen (* 21. Juni 1939 in Berlin) ist ein deutscher, seit 2004 emeritierter Professor für Volkswirtschaftslehre.

## Leben
Nach dem Abitur studierte Bergen ab 1960 zunächst in Frankfurt am Main und dann bis 1965 in Münster Volkswirtschaftslehre. In Frankfurt wurde er Mitglied des Corps Austria. Nach dem Studium promovierte er 1969 zum Dr. rer. pol. und war danach bis 1974 als Dozent an der Universität Göttingen und der Bundesakademie für öffentliche Verwaltung des Bundesinnenministeriums tätig. 1974 kehrte er als Oberassistent an die Universität Göttingen zurück und habilitierte sich dort 1976.
1978 wurde er als Professor berufen und war bis 1987 Professor für Volkswirtschaftslehre am Volkswirtschaftlichen Seminar des Fachbereichs Wirtschaftswissenschaften der Universität Göttingen. Seine Fachgebiete waren insbesondere Geldtheorie und Geldpolitik sowie Umweltökonomie. 1987 wechselte er innerhalb der Universität an das Institut für Forstökonomie. Von diesem Zeitpunkt an bis zu seiner Emeritierung 2004 beschäftigte er sich vor allem mit der Lehre und Forschung in Umwelt- und Forstökonomie. Neben anderem war Bergen von 2001 bis 2004 Dekan der Fakultät für Forstwissenschaften und Waldökologie.

## Werke (Auswahl)
- Theoretische und empirische Untersuchungen zur längerfristigen Geldnachfrage in der Bundesrepublik Deutschland, Tübingen: Mohr (Siebeck), 1970
- Analyse des Nadelstammholzmarktes in der Bundesrepublik Deutschland und dessen Beeinflussung durch die Waldschäden, Frankfurt am Main: Sauerländer, 1988
- Studien zur monetären Bewertung von externen Effekten der Forst- und Holzwirtschaft, Frankfurt am Main: Sauerländer, 2. Aufl. 1995
- Forstwirtschaft mit Zukunft, Bonn: Economica, 1998
- Forstökonomie, München: Vahlen, 2002
- Perspektiven forstökonomischer Forschung, Frankfurt am Main: Sauerländer, 2004
- Ökonomische Theorie der Umweltverschmutzung, 2021
- Zum Erkenntnisinteresse der modernen Volkswirtschaftslehre, 2024